# Tephrocactus
Tephrocactus ist eine Pflanzengattung aus der Familie der Kakteengewächse (Cactaceae). Der botanische Name der Gattung leitet sich vom griechischen Wort tephra für „Asche“ ab verweist auf die aschefarbenen Triebe mancher Arten.

## Beschreibung
Die kleinen, buschigen Arten der Gattung Tephrocactus verzweigen an der Triebspitze oder kurz davor, so dass die Triebe in senkrechten Reihen stehen. Die Wurzeln sind faserförmig. Die Sprossabschnitte sind zylindrisch oder umgekehrt eiförmig und merklich gegliedert. Ihre kleinen, zylindrischen Laubblätter fallen frühzeitig ab. Die Areolen haben Haare, Glochiden und Dornen. Sie sind in kugel- oder birnenförmige Höhlen eingesenkt, die nur eine kleine Öffnung haben.
Die endständig erscheinenden, weit geöffneten Blüten sind weiß, rosaweiß, gelb oder rot. Sie öffnen sich am Tag.
Die trockenen, aufreißenden Früchte sind mit Glochiden und nur selten mit einigen Dornen besetzt. Die unterschiedlich großen Samen sind gelblich weiß bis braun und seitlich zusammengedrückt.

## Systematik und Verbreitung
Die Arten der Gattung Tephrocactus sind in den argentinischen Provinzen von Chubut bis nach Salta verbreitet. 
Die Erstbeschreibung der Gattung wurde 1868 von Charles Lemaire vorgenommen. Die Typusart der Gattung ist Opuntia diademata.
Molekulargenetische Untersuchungen zeigen, dass die Gattung monophyletisch ist.

### Systematik nach N.Korotkova et al. (2021)
Die Gattung umfasst die folgenden Arten:
- Tephrocactus alexanderi (Britton & Rose) Backeb.
- Tephrocactus aoracanthus Lem.
- Tephrocactus articulatus (Pfeiff.) Backeb.
  - Tephrocactus articulatus var. articulatus
  - Tephrocactus articulatus var. oligocanthus (Speg.) Backeb.
  - Tephrocactus articulatus var. strobiliformis Backeb.
- Tephrocactus bonnieae (D.J.Ferguson & R.Kiesling) Stuppy ≡ Maihueniopsis bonnieae (D.J.Ferguson & R.Kiesling) E.F.Anderson
- Tephrocactus geometricus (A.Cast.) Backeb.
- Tephrocactus halophilus (Speg.) Backeb.
- Tephrocactus molinensis (Speg.) Backeb.
- Tephrocactus nigrispinus (K.Schum.) Backeb. ≡ Maihueniopsis nigrispina (K.Schum.) R.Kiesling
  - Tephrocactus nigrispinus subsp. atroglobosus (Backeb. ex Guiggi & Pat.Palacios) M.Lowry
  - Tephrocactus nigrispinus subsp. nigrispinus
- Tephrocactus paediophilus (A.Cast.) F.Ritter
- Tephrocactus recurvatus (Gilmer & H.P.Thomas) D.R.Hunt & Ritz ≡ Cumulopuntia recurvata Gilmer & H.P.Thomas
- Tephrocactus verschaffeltii (Cels ex F.A.C.Weber) D.R.Hunt & Ritz ≡ Austrocylindropuntia verschaffeltii (Cels ex F.A.C.Weber) Backeb.
- Tephrocactus weberi (Speg.) Backeb.
  - Tephrocactus weberi var. deminutus Rausch
  - Tephrocactus weberi var. weberi

Synonyme der Gattung sind Weberiopuntia Frič ex Kreuz. (1935, nom. inval.), Ursopuntia P.V.Heath (1999), Banfiopuntia Guiggi (2011), Quasitephrocactus G.Popov (2012) und Pseudomaihueniopsis Guiggi (2013).

### Systematik nach Anderson/Eggli (2005)
Zur Gattung gehören die folgenden Arten:
- Tephrocactus alexanderi (Britton & Rose) Backeb.
- Tephrocactus aoracanthus (Lem.) Lem.
- Tephrocactus articulatus (Pfeiff.) Backeb.
- Tephrocactus geometricus (A.Cast.) Backeb.
- Tephrocactus molinensis (Speg.) Backeb.
- Tephrocactus weberi (Speg.) Backeb.

Synonyme der Gattung sind Ursopuntia P.V.Heath (1999) und Quasitephrocactus G.Popov (2012, nom. illeg. ICBN Art. 52.1).

## Nachweise